# Prothgetal
In de getaltheorie, een deelgebied van de wiskunde, is een prothgetal een geheel getal van de vorm
{\displaystyle k\cdot 2^{n}+1}
waarin {\displaystyle n} en {\displaystyle k} positieve gehele getallen zijn en {\displaystyle k} oneven met {\displaystyle k<2^{n}}. Zonder deze voorwaarde zou elk oneven getal {\displaystyle p} groter dan 1 een prothgetal zijn ({\displaystyle n=1,\ k=(p-1)/2}). Prothgetallen zijn genoemd naar de wiskundige François Proth (1852-1879).
Speciale gevallen van prothgetallen zijn
- de cullengetallen {\displaystyle C_{n}=n\,2^{n}+1}
- de fermatgetallen {\displaystyle F_{n}=2^{2^{n}}+1}

## Voorbeelden
De eerste prothgetallen zijn:
{\displaystyle P_{0}=2^{1}+1=3}
{\displaystyle P_{1}=2^{2}+1=5}
{\displaystyle P_{2}=2^{3}+1=9}
{\displaystyle P_{3}=3\cdot 2^{2}+1=13}
{\displaystyle P_{4}=2^{4}+1=17}
{\displaystyle P_{5}=3\cdot 2^{3}+1=25}
{\displaystyle P_{6}=2^{5}+1=33}

## Prothpriemgetal
Als een prothgetal een priemgetal is, wordt het een prothpriemgetal genoemd. De stelling van Proth kan worden gebruikt om te toetsen of een gegeven prothgetal een prothpriemgetal is.
De eerste prothpriemgetallen zijn:
3, 5, 13, 17, 41, 97, 113, 193, 241, 257, 353, 449, 577, 641, 673, 769, 929, 1153, 1217, 1409, 1601, 2113, 2689, 2753, 3137, 3329, 3457, 4481, 4993, 6529, 7297, 7681, 7937, 9473, 9601, 9857...